# Västberlins luftkorridorer

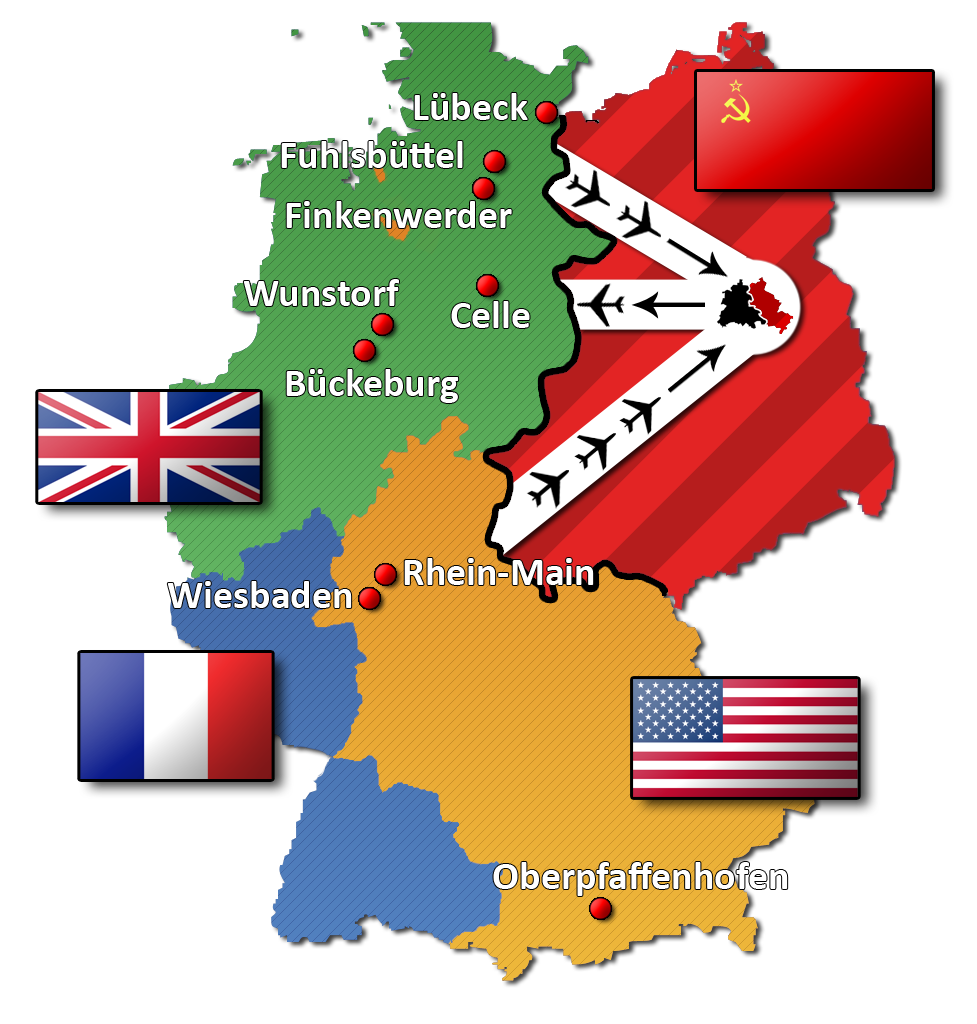
Schematisk karta över luftkorridorna under Berlinblockaden.

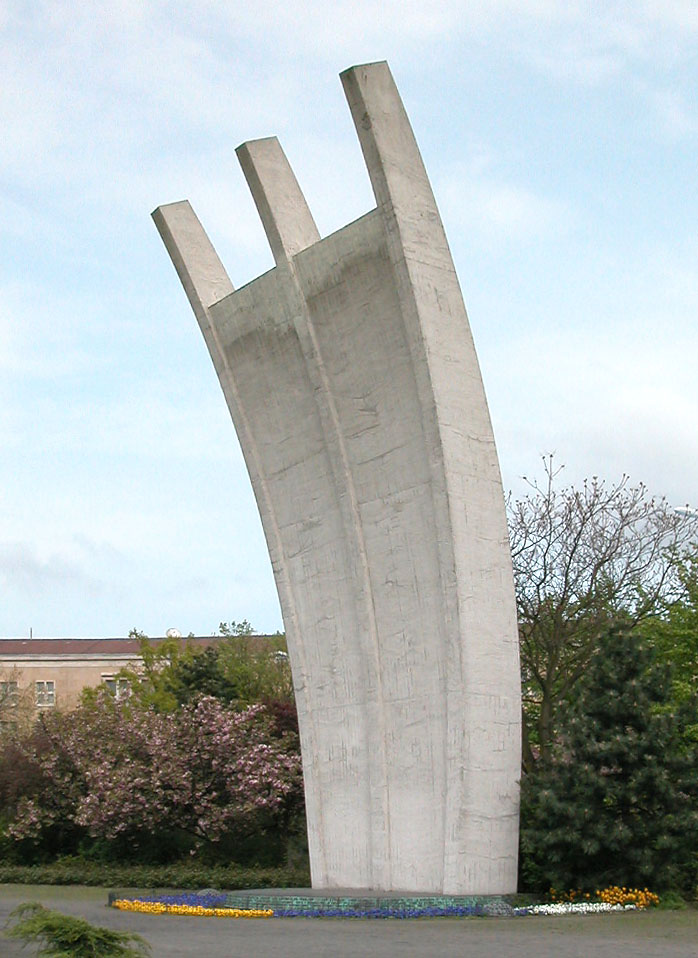
De tre taggarna på Luftbrückendenkmal symboliserar Västberlins tre luftkorridorer som spelade en avgörande roll för västberlinarnas överlevnad 1948–1949.

Västberlins luftkorridor (tyska: Berliner Luftkorridor, engelska: West Berlin Air Corridor) var tre luftkorridorer som förband Västberlin med Västtyskland 1945–1990.
- Hamburg Air Corridor
- Bueckeburg Air Corridor
- Frankfurt Air Corridor

Luftkorridorerna utgick från de tre flygplatserna i Västberlin: Gatows flygplats, Tempelhof och Tegel.
De tre luftkorridorerna till Västberlin skapades genom de överenskommelser som skapades mellan de fyra segrarmakterna i andra världskriget. Sovjetunionen hade kontroll över luftrummet i Östberlin och Östtyskland. De tre västmakterna Frankrike, Storbritannien och USA måste begränsa sig till tre luftkorriodorer som upprättades i den sovjetiska ockupationszonen, senare Östtyskland.
Korridorerna fick enbart användas av västmakternas militära och civila flyg. Ett undantag gjordes för det polska flygbolaget LOT som gick tillbaka på den polska exilregering som verkat i London under andra världskriget. Detta gjorde att LOT hade direktförbindelser mellan Östberlin och Bryssel och Amsterdam. I övrigt trafikerades luftkorridorerna av amerikanska Pan Am, British Airways och Air France. Lufthansa fick inte flyga mellan Västtyskland och Västberlin vilket visade Berlins särskilda status som en stad kontrollerad av de allierade.
Under Berlinblockaden 1948–1949 spelade luftkorridoren genom luftbron en livsviktig roll för Västberlin. Under 1970-talet skrevs Transitavtalet som reglerade förbättrade transitvägar mellan Västberlin och Västtyskland.